# Commonia atalopa
Commonia atalopa är en fjärilsart som beskrevs av Turner 1931. Commonia atalopa ingår i släktet Commonia och familjen tandspinnare. Inga underarter finns listade i Catalogue of Life.